# C. J. Sanders
C. J. Sanders (* 18. September 1996) ist ein ehemaliger US-amerikanischer Kinderdarsteller. Erste internationale Bekanntheit erlangte er im Jahre 2004 durch seine Rolle des jungen Ray Robinson im Film Ray, für die er mehrfach für diverse Filmpreise nominiert wurde. Sein Vater ist der ehemalige Wide Receiver Chris Sanders, der unter anderem als Ersatzspieler beim Super Bowl XXXIV zum Einsatz kam und heute als Footballtrainer aktiv ist. Auch sein Stiefvater Corey Harris ist ein ehemaliger langjähriger Spieler der NFL.

## Leben
C. J. Sanders wurde im Jahre 1996 als Sohn des gerade aufstrebenden Wide Receiver Chris Sanders, der im Jahr zuvor über den NFL Draft 1995 den Weg in die NFL geschafft hatte, und dessen Lebensgefährtin Stacie Harris geboren. Der in und um Nashville, Tennessee aufgewachsene C. J. Sanders begann seine Schauspielkarriere im Alter von etwa acht Jahren, als er für die Rolle des Ray Charles gecastet wurde, den er als Kind im Film Ray darstellen sollte. Im mehrfach oscarnominierten und -ausgezeichneten Spielfilm von Taylor Hackford hatte er damit einen großen Part und wurde dafür im darauffolgenden Jahr für verschiedene Filmauszeichnungen nominiert. Zu den Nominierungen zählen unter anderem ein Black Reel Award in der Kategorie „Best Breakthrough Performance“, ein Image Award in der Kategorie „Outstanding Supporting Actor in a Motion Picture“, sowie ein Young Artist Award bei der Verleihung 2005 in der Kategorie „Best Performance in a Feature Film – Supporting Young Actor“. Diese Rolle brachte für den jungen Nachwuchsschauspieler auch den internationalen Durchbruch; in den Jahren danach wurde er für eine Reihe namhafter Produktionen engagiert.
2005 folgten Auftritte in jeweils einer Episode von Für alle Fälle Amy, Cold Case – Kein Opfer ist je vergessen und Grey’s Anatomy, sowie eine Nebenrolle in acht verschiedenen Episoden der mit drei Golden Globes ausgezeichneten Serie Six Feet Under – Gestorben wird immer. In Six Feet Under mimte er den adoptierten Sohn des homosexuellen Paares David Fisher (gespielt von Michael C. Hall) und Keith Charles (Mathew St. Patrick). Ein Jahr später war er in der nur kurzlebigen Krankenhausserie Saved, die nach einer Staffel bestehend aus 13 Episoden wieder von TNT abgesetzt wurde, zu sehen. Dabei trat er in sechs verschiedenen Folgen in der Rolle des Cam in Erscheinung und wurde ein Jahr später für ebendiese Mitwirkung für einen weiteren Young Artist Award, diesmal in der Kategorie „Best Performance in a TV Series (Comedy or Drama) - Young Actor Age Ten or Younger“, nominiert. Des Weiteren hatte Sanders im Jahre 2006 eine Hauptrolle in dem 14-minütigen Kurzfilm Thomas in Bloom von Jeff Prugh, der in diesem Jahr noch seinen Master-Abschluss an der USC School of Cinema-Television machte. Danach wurde es für kurze Zeit weitgehend still um den Nachwuchsdarsteller, der im Jahre 2008 wieder auf die Bildschirme zurückkehrte, als er in zwei verschiedenen Filmproduktionen mitwirkte. So sah man ihn in Beautiful Loser in der Rolle des Troy und in First Sunday an der Seite von Ice Cube, Katt Williams oder Tracy Morgan als Durell Jr., dem Sohn von Ice Cubes dargestellten Charakter. Danach zog sich Sanders weitgehend aus der Schauspielerei zurück und konzentrierte sich zunehmend auf seine schulische Ausbildung und seine Sportkarriere.
So besuchte er seit dieser Zeit die Brentwood Academy, eine private Vorbereitungsschule für eine spätere College-Laufbahn. Im Jahre 2011 kam es zum ersten Aufeinandertreffen in einem offiziellen Footballspiel zwischen Vater und Sohn, wobei C. J. Sanders als Spieler der Brentwood Academy agierte und Chris Sanders als Trainer des Footballteams der Montgomery Bell Academy. An seiner Schule ist der ehemalige Kinderstar auch für das Leichtathletikteam aktiv. In diesem hält er sogar den aktuellen, im Jahre 2013 aufgestellten, Schulrekord im 100-Meter-Lauf, wo er eine Zeit von 10,64 Sekunden hält. Weitere Erfolge feierte er auch im Footballteam, so im Jahre 2013 unter anderem die Wahl zum „Division II-AA East-Middle Region Offensive MVP“. Seit 2015 besucht der Absolvent der Notre Dame High School die University of Notre Dame, an der er auch der Herren-Football-Mannschaft der Sportabteilung Notre Dame Fighting Irish angehört.

## Filmografie
Filmauftritte (auch Kurzauftritte)
- 2004: Ray
- 2006: Thomas in Bloom (Kurzfilm)
- 2008: Beautiful Loser
- 2008: First Sunday

Serienauftritte (auch Gast- und Kurzauftritte)
- 2005: Für alle Fälle Amy (Judging Amy) (1 Episode)
- 2005: Six Feet Under – Gestorben wird immer (Six Feet Under) (8 Episoden)
- 2005: Cold Case – Kein Opfer ist je vergessen (Cold Case) (1 Episode)
- 2005: Grey’s Anatomy (1 Episode)
- 2006: Saved (6 Episoden)

## Nominierungen
- 2005: OFTA Award in der Kategorie „Best Youth Performance“ für sein Engagement in Ray[4]
- 2005: NAACP Image Award in der Kategorie „Bester Nebendarsteller“ für sein Engagement in Ray
- 2005: Black Reel Award in der Kategorie „Best Breakthrough Performance“ für sein Engagement in Ray
- 2005: Young Artist Award in der Kategorie „Bester Nebendarsteller in einem Spielfilm“ für sein Engagement in Ray
- 2007: Young Artist Award in der Kategorie „Bester Schauspieler in einer Fernsehserie (Comedy oder Drama) – zehn Jahre oder jünger“ für sein Engagement in Saved[5]